# Молдова на «Евровидении-2014»
Молдова принимает участие в конкурсе песни «Евровидение 2014» в Копенгагене, Дания. Представитель был выбран путём национального отбора, состоящего из двух полуфиналов и финала конкурса «O Melodie Pentru Europa 2014», организованным молдавским национальным вещателем «TRM». По итогам первого полуфинала «Евровидения», набрав 13 очков и заняв 16 место, исполнительница не прошла в финальную часть конкурса.

## O Melodie Pentru Europa 2014
O Melodie Pentru Europa 2014 стал конкурсом национального молдавского финала, который выбирал исполнителя для «Евровидении 2014». «TRM» объявил правила и положения касающиеся конкурса 26 декабря 2013 года. Исполнители и композиторы могли представить свои записи до 23 января 2014 года, после которого жюри выбрала сорок записей для живого прослушивания, которое прошло 1 февраля 2014 года. После технической ошибки вещателя «TRM», все представленные записи были допущены к участию прослушивания. Двадцать четыре записи квалифицировались после прослушивания для участия в двух полуфиналов 11 и 13 марта 2014 года, где шестнадцать кандидатов претендовали, чтобы попасть в финал 15 марта 2014 года.

### Формат
Конкурс состоял из трёх этапов. Первый этап включал в себя отбор кандидатов из полученных материалов, основанных на критериях: качество мелодии и композиции, вокал и манера исполнения, и оригинальность песни. Изначально было отобрано сорок записей для участия во втором этапе, однако после технической ошибки вещателя «TRM», все записи перешли ко второму этапу, где кандидаты прослушивались перед приемной комиссией 1 февраля 2014 года. Двадцать четыре записи прошли квалификацию к третьему этапу, где в конце прошли два полуфинала и национальный финал. Двенадцать песен приняли участие в каждом из двух полуфиналов 11 и 13 марта 2014 года, где по итогам было выбрано по восемь песен в каждом полуфинале, чтобы попасть в финал. Шестнадцать квалификационных записей соревновались в финале 15 марта 2014 года, где был отобран представитель Молдовы в Копенгагене.

### Участники
Исполнители и композиторы имели возможность представить свои заявки до 23 января 2014 года. Все кандидаты должны были иметь молдавское гражданство, однако сотрудничество с зарубежными композиторами было разрешено. По завершении срока подачи, 64 записи в исполнении 58 разных исполнителей были получены молдавской телекомпанией. 25 января 2014 года, жюри объявило сорок записей чтобы перейти к живому прослушиванию. Однако, после обращения трёх кандидатов о правилах конкурса, «TRM» признался что первоначально процесс отбора был технической ошибкой, и вещатель чуть позже постановил исключить ранее исключенные записи в живом прослушивании. Вместо 64 записей, вышло всего 62 записи которые соревновались; «Is This The Way (You Want Me)» в исполнении Рэйя Глигора и «Take A Look At Me Now» в исполнении Николетт были выведены как обе песни которые уже ранее соревновались в литовском национальном финале конкурса 2014 года. Однако, «New Beginning» в исполнении Ксении Никора и «It’s All About A Boy» в исполнении Дианы Стэйвер остались в конкурсе, несмотря на то, что соревновались в литовском национальном финале.
Этап живого прослушивания состоялся 1 февраля 2014 года в «Casa Radio» в Кишинёве и транслировался онлайн на телеканале вещателя «TRM». Жюри, оценивающее песни во время живого прослушивания состояло из: Анатолия Кириака (композитор), Валентины Данга (композитор), Нелли Чобану (певица и представительница Молдовы на конкурсе песни «Евровидение 2009»), Алёны Трибой (певица и музыковед), Андрея Сава (композитор), Алекса Каланча (инструменталист и продюсер), Илоны Степана (дирижер), Игоря Кобиленски (директор) и Татьяны Пастолаки (автор текстов). Борис Коваль был первоначально среди двадцати четырёх полуфиналистов с песней «Flying», но по решению менеджера певца данная композиция была заменена на другую — «Perfect Day».
| Результаты прослушивание — 1 февраля 2014 года | Результаты прослушивание — 1 февраля 2014 года | Результаты прослушивание — 1 февраля 2014 года                                                           |
| Исполнитель                                    | Песня                                          | Музыка (м) / Текст песни (т)                                                                             |
| ---------------------------------------------- | ---------------------------------------------- | --- |
| Adriano                                        | «Everybody»                                    | Adrian Cibotari (м & т)                                                                                  |
| Ala Zasmenco                                   | «Baila Baila»                                  | Enrico Fabio Cortese (м), Ana Colesnicov (т)                                                             |
| Alexandru Bognibov                             | «My Lesbian Girl»                              | Alexandru Bognibov (м & т)                                                                               |
| Alina Sorochina                                | «Ascultă-mă tăcere»                            | Marian Stârcea (м), Radmila Popovici-Paraschiv (т)                                                       |
| Ana Cernicova                                  | «Dragostea divină»                             | Ana Cernicova (м & т)                                                                                    |
| Anastasia Ursu                                 | «Give Me a Smile»                              | Anastasia Ursu (м & т)                                                                                   |
| Anna Gulko                                     | «Happy Tomorrow»                               | Anna Gulko (м & т)                                                                                       |
| Ariadna & Cipollino                            | «My Game»                                      | Alexandru Ceapă (м & т)                                                                                  |
| Artur Corcodel                                 | «Inima ta»                                     | Sergiu Cociorvă (м), Artur Corcodel (т)                                                                  |
| Aurel Chirtoacă                                | «Urme de iubiri»                               | Aurel Chirtoacă (м), Viorica Nagacevschi (т)                                                             |
| Boris Covali                                   | «Flying»                                       | Michael James Down (м & т), Primož Poglajen (м & т), Jonas Gladnikoff (м & т), Dimitri Stassos (м & т)   |
| Boris Covali                                   | «Perfect Day»                                  | Brandon Stone (м & т)                                                                                    |
| Cadence of Heart                               | «I Want to Fly»                                | Constantin Duşcu (м & т)                                                                                 |
| Carolina Gorun                                 | «Turn the Tide»                                | Lawrence Bridge (м), Stephen Rudden (м), Andreas Anastasiou (т)                                          |
| Cristina Scarlat                               | «Wild Soul»                                    | Ivan Aculov (м), Lidia Scarlat (т)                                                                       |
| Curly                                          | «Your Recovery»                                | Grigore Chirsanov (м), Luca Inga (т)                                                                     |
| Dana                                           | «Hai cu mine»                                  | |
| Dana Markitan                                  | «Queen of the Dancefloor»                      | Nikola Radunović (м & т), Dejan Nikodijević (м & т)                                                      |
| Dana Markitan                                  | «I Want Your Love»                             | Samuel Bugia Garrido (м), Tony Søgaard Olsen (т)                                                         |
| Diana Brescan                                  | «Hallelujah»                                   | Eugen Doibani (м & т), Radmila Popovici-Paraschiv (т)                                                    |
| Diana Staver                                   | «One and All»                                  | Hannah Mancini (м & т), Raay (м), Charlie Mason (т)                                                      |
| Diana Staver                                   | «It’s All About a Boy»                         | Elton Zarb (м), Alison Ellul (т), Aidan O’Connor (т)                                                     |
| Doiniţa Gherman                                | «Energy»                                       | Doiniţa Gherman (м & т), Vadim Luchin (м), Cătălin Gondiu (т)                                            |
| Dorian Ciobanu                                 | «Stele milioane»                               | Dorian Ciobanu (м & т)                                                                                   |
| Dorian Ciobanu                                 | «Ca o zi cu soare»                             | Dorian Ciobanu (м & т)                                                                                   |
| Dumitru Socican                                | «My Love Is Untold»                            | Samuel Bugía Garrido (м), Athanasios Nakos (т)                                                           |
| Edict                                          | «Forever»                                      | Valeriu Cataraga (м), Sonyat Cioceacova (т)                                                              |
| Eduard Malaru                                  | «Viaţă-n culoare»                              | Eduard Malaru (м & т)                                                                                    |
| Elena Jdanov                                   | «Lullaby»                                      | Valerii Jdanov (м), Elena Jdanov (т)                                                                     |
| ELIT MS                                        | «Azi, aici, acum»                              | Marian Stârcea (м), Radmila Popovici-Paraschiv (т)                                                       |
| ESCAPE                                         | «Shadows Will Soon Go Away»                    | Valeriu Bradu (м & т)                                                                                    |
| Esperanza                                      | «The Breakthrough»                             | Alisa Osinscaia (м & т)                                                                                  |
| Felicia Dunaf                                  | «The Way I Do»                                 | Eugen Doibani (м & т)                                                                                    |
| Felicia Dunaf                                  | «Taking Care of a Broken Heart»                | Aidan O’Connor (м & т), Sven-Inge Sjöberg (м & т), Larry Forsberg (м), Lennart Wastesson (м)             |
| Feodosie                                       | «Who I Am»                                     | Raymond Isaac (м & т)                                                                                    |
| FLUX LIGHT                                     | «Never Stop No»                                | Alexandru Buhnă (м & т)                                                                                  |
| Glam Girls                                     | «You Believed In Me»                           | Niklas Peterson (м & т), Bridget Benenate (м & т), Mikael Albertsson (м & т), Andreas Anastasiou (м & т) |
| Igor Ni                                        | «Prove I Love You»                             | Raymond Isaac (м & т)                                                                                    |
| Jenea Latişev                                  | «Rhythm of the Jazz»                           | Pavel Nebesnîi (м), Eugen Latişev (т)                                                                    |
| Johnny White                                   | «Only One»                                     | Ionel Calalb (м & т)                                                                                     |
| Katy Rain                                      | «Listen My Dear»                               | Andrei Tostogan (м), Katy Rain (т), Nicoleta Gavrilita (т)                                               |
| Ksenya Nicora                                  | «New Beginning»                                | Aidan O’Connor (м), Madeline Jangklev (т)                                                                |
| Ksenya Nicora                                  | «Letter»                                       | Serghei Bilceno (м), Roman Lupu (т)                                                                      |
| Kătălina Rusu                                  | «Forgive Me»                                   | Rafael Artesero Herrero (м & т), Jose Juan Santana Rodriguez (м & т)                                     |
| Lana Lights                                    | «Solar Wind»                                   | Serghei Forman (м), Ana Colesnicov (т)                                                                   |
| Lucia S.                                       | «Frozen»                                       | Vitalie Catană (м), Gloria Gorceag (т)                                                                   |
| Margarita Ciorici & Metafora                   | «Vis»                                          | Alexandru Gorbos (м), Vica Demici (т)                                                                    |
| Marina Blanaru                                 | «Te chem»                                      | Adrian Carp (м & т)                                                                                      |
| Mihail & Valentina Iasâbaş                     | «I Will Shine»                                 | Valentina Iasîbaş (м), Elena Mocanu (т)                                                                  |
| Mikaella                                       | «Follow Your Dreams»                           | Vladislav Bobotrîn (м & т)                                                                               |
| Missa                                          | «Wake Up»                                      | Maxim Crudu (м & т)                                                                                      |
| Olesea & Elena Croitor                         | «Fericire»                                     | Olesea Croitor (м & т), Elena Croitor (м & т)                                                            |
| Olga Roşu                                      | «Fly Fly»                                      | Marian Stârcea (м), Elena Jdanova (т)                                                                    |
| OSIGAN                                         | «Although the World»                           | Sergiu Gandrabura (м), Mihai Eminescu (т)                                                                |
| Paralela 47                                    | «Fragmente»                                    | Paralela 47 (м), Alecu Matrăguna (т)                                                                     |
| Pavel Lungu                                    | «Vocea inimii»                                 | Constantin Duşcu (м), Sveta Godoroja (т)                                                                 |
| Rodica Olişevschi                              | «Without You»                                  | Rodica Olişevschi (м & т)                                                                                |
| Samir Loghin & Max Zavidia                     | «Perfect Stranger»                             | Mustafa Keita (м), Danil Murzak (т)                                                                      |
| Sandina                                        | «Reasons to Love You»                          | Sandina Şcurea (м & т)                                                                                   |
| Tatiana Heghea                                 | «I’m Yours»                                    | David Daieres (м & т)                                                                                    |
| Valeria Paşa                                   | «Te-am aşteptat»                               | Paşa Valeriu (м & т)                                                                                     |
| Vlad Ray                                       | «Freedom»                                      | Vladislav Bobotrîn (м & т)                                                                               |

| Исполнитель                  | Песня                     | Музыка (м) / Текст (т) |
| ---------------------------- | ------------------------- | --- |
| Alina Sorochina              | «Ascultă-mă tăcere»       | Marian Stârcea (м), Radmila Popovici-Paraschiv (т)                                                                        |
| Ana Cernicova                | «Dragostea divină»        | Ana Cernicova (м & т) |
| Anna Gulko                   | «Happy Tomorrow»          | Anna Gulko (м & т) |
| Aurel Chirtoacă              | «Urme de iubiri»          | Aurel Chirtoacă (м), Viorica Nagacevschi (т)                                                                              |
| Boris Covali                 | «Perfect Day»             | Brandon Stone (м & т) |
| Carolina Gorun               | «Turn the Tide»           | Mathias Kallenberger (м & т), Andreas Berlin (м & т), Andreas Anastasiou (м & т), Lawrence Bridge (м), Stephen Rudden (м) |
| Cristina Scarlat             | «Wild Soul»               | Ivan Aculov (м), Lidia Scarlat (т)                                                                                        |
| Curly                        | «Your Recovery»           | Grigore Chirsanov (м), Luca Inga (т)                                                                                      |
| Dana Markitan                | «Queen of the Dancefloor» | Nikola Radunović (м & т), Dejan Nikodijević (м & т)                                                                       |
| Diana Brescan                | «Hallelujah»              | Eugen Doibani (м & т), Radmila Popovici-Paraschiv (т)                                                                     |
| Diana Staver                 | «One and All»             | Hannah Mancini (м & т), Raay (м), Charlie Mason (т)                                                                       |
| Doiniţa Gherman              | «Energy»                  | Doiniţa Gherman (м & т), Vadim Luchin (м), Cătălin Gondiu (т)                                                             |
| Edict                        | «Forever»                 | Valeriu Cataraga (м), Sonyat Cioceacova (т)                                                                               |
| Felicia Dunaf                | «The Way I Do»            | Eugen Doibani (м & т) |
| FLUX LIGHT                   | «Never Stop No»           | Alexandru Buhnă (м & т)                                                                                                   |
| Glam Girls                   | «You Believed In Me»      | Niklas Peterson (м & т), Bridget Benenate (м & т), Mikael Albertsson (м & т), Andreas Anastasiou (м & т)                  |
| Lana Lights                  | «Solar Wind»              | Serghei Forman (м), Ana Colesnicov (т)                                                                                    |
| Lucia S.                     | «Frozen»                  | Vitalie Catană (м), Gloria Gorceag (т)                                                                                    |
| Margarita Ciorici & Metafora | «Vis»                     | Alexandru Gorbos (м), Vica Demici (т)                                                                                     |
| Mikaella                     | «Follow Your Dreams»      | Vladislav Bobotrîn (м & т)                                                                                                |
| Paralela 47                  | «Fragmente»               | Paralela 47 (м), Alecu Matrăguna (т)                                                                                      |
| Rodica Olişevschi            | «Without You»             | Rodica Olişevschi (м & т)                                                                                                 |
| Tatiana Heghea               | «I’m Yours»               | David Daieres (м & т) |
| Vlad Ray                     | «Freedom»                 | Vladislav Bobotrîn (м & т)                                                                                                |

### Первый полуфинал
Первый полуфинал состоялся 11 марта 2014 года, конкурс вела Эвелина Вирлан и Сергей Бетнитчи совместно с Даниэлом Бабичи из зелёной комнаты. Семь песен квалифицировались в финал путём сочетании голосов от общественного телеголосовании и голосов от комитета жюри. Восьмой финалист, «Fragmente» в исполнении Paralela 47, был выбран как дополнительный финалист между остальных которых не выбрали в ходе телеголосования. Жюри, которые проголосовали в первом полуфинале состояла из: Алекса Каланча (инструменталист и продюсер), Андрея Савы (композитор), Кристины Пинтилие (певица), Татьяны Постолаки (лирик), Русланы Цэрану (певица), Илоны Степан (дирижер), Нелли Чобану (Представительница от Молдовы на «Евровидение 2009»), Анатолия Кирияк (композитор) и Инны Желтовой (журналист).
| Первый полуфинал — 11 марта 2014 года | Первый полуфинал — 11 марта 2014 года | Первый полуфинал — 11 марта 2014 года | Первый полуфинал — 11 марта 2014 года | Первый полуфинал — 11 марта 2014 года | Первый полуфинал — 11 марта 2014 года | Первый полуфинал — 11 марта 2014 года | Первый полуфинал — 11 марта 2014 года | Первый полуфинал — 11 марта 2014 года | Первый полуфинал — 11 марта 2014 года |
| №                                     | Исполнитель                           | Песня                                 | Жюри                                  | Жюри                                  | Телезрители                           | Телезрители                           | Всего                                 | Место                                 |                                       |
| ------------------------------------- | ------------------------------------- | ------------------------------------- | ------------------------------------- | ------------------------------------- | ------------------------------------- | ------------------------------------- | ------------------------------------- | ------------------------------------- | ------------------------------------- |
| 1                                     | Boris Covali                          | «Perfect Day»                         | 98                                    | 12                                    | 1,170                                 | 12                                    | 24                                    | 1                                     |                                       |
| 2                                     | FLUX LIGHT                            | «Never Stop No»                       | 74                                    | 7                                     | 375                                   | 5                                     | 12                                    | 4                                     |                                       |
| 3                                     | Alina Sorochina                       | «Ascultă-mă tăcere»                   | 50                                    | 3                                     | 105                                   | 0                                     | 3                                     | 10                                    |                                       |
| 4                                     | Vlad Ray                              | «Freedom»                             | 40                                    | 2                                     | 167                                   | 3                                     | 5                                     | 9                                     |                                       |
| 5                                     | Felicia Dunaf                         | «The Way I Do»                        | 71                                    | 6                                     | 495                                   | 6                                     | 12                                    | 4                                     |                                       |
| 6                                     | Doinița Gherman                       | «Energy»                              | 54                                    | 4                                     | 869                                   | 8                                     | 12                                    | 4                                     |                                       |
| 7                                     | Ana Cernicova                         | «Dragostea divină»                    | 80                                    | 8                                     | 596                                   | 7                                     | 15                                    | 2                                     |                                       |
| 8                                     | Diana Brescan                         | «Hallelujah»                          | 98                                    | 10                                    | 235                                   | 4                                     | 14                                    | 3                                     |                                       |
| 9                                     | Tatiana Heghea                        | «I'm Yours»                           | 21                                    | 0                                     | 1,046                                 | 10                                    | 10                                    | 7                                     |                                       |
| 10                                    | Rodica Olișevschi                     | «Without You»                         | 23                                    | 0                                     | 56                                    | 0                                     | 0                                     | 12                                    |                                       |
| 11                                    | Paralela 47                           | «Fragmente»                           | 60                                    | 5                                     | 123                                   | 1                                     | 6                                     | 8                                     |                                       |
| 12                                    | Carolina Gorun                        | «Turn The Tide»                       | 33                                    | 1                                     | 139                                   | 2                                     | 3                                     | 10                                    |                                       |

| Подробности голосования жюри — Первый полуфинал | Подробности голосования жюри — Первый полуфинал | Подробности голосования жюри — Первый полуфинал | Подробности голосования жюри — Первый полуфинал | Подробности голосования жюри — Первый полуфинал | Подробности голосования жюри — Первый полуфинал | Подробности голосования жюри — Первый полуфинал | Подробности голосования жюри — Первый полуфинал | Подробности голосования жюри — Первый полуфинал | Подробности голосования жюри — Первый полуфинал | Подробности голосования жюри — Первый полуфинал | Подробности голосования жюри — Первый полуфинал | Подробности голосования жюри — Первый полуфинал | Подробности голосования жюри — Первый полуфинал |
| №                                               | Исполнитель                                     | Песня                                           | А. Каланча                                      | А. Сава                                         | К. Пинтилие                                     | Т. Постолаки                                    | Р. Цэрану                                       | И. Степан                                       | Н. Чобану                                       | А. Кирияк                                       | И. Желтова                                      | Всего                                           | Жюри                                            |
| ----------------------------------------------- | ----------------------------------------------- | ----------------------------------------------- | ----------------------------------------------- | ----------------------------------------------- | ----------------------------------------------- | ----------------------------------------------- | ----------------------------------------------- | ----------------------------------------------- | ----------------------------------------------- | ----------------------------------------------- | ----------------------------------------------- | ----------------------------------------------- | ----------------------------------------------- |
| 1                                               | Boris Covali                                    | Perfect Day                                     | 12                                              | 12                                              | 11                                              | 11                                              | 11                                              | 11                                              | 11                                              | 10                                              | 9                                               | 98                                              | 12                                              |
| 2                                               | FLUX LIGHT                                      | Never Stop No                                   | 10                                              | 9                                               | 10                                              | 7                                               | 5                                               | 7                                               | 9                                               | 9                                               | 8                                               | 74                                              | 7                                               |
| 3                                               | Alina Sorochina                                 | Ascultă-mă tăcere                               | 7                                               | 6                                               | 5                                               | 3                                               | 6                                               | 9                                               | 3                                               | 6                                               | 5                                               | 50                                              | 3                                               |
| 4                                               | Vlad Ray                                        | Freedom                                         | 6                                               | 4                                               | 4                                               | 8                                               | 8                                               | 3                                               | 1                                               | 3                                               | 3                                               | 40                                              | 2                                               |
| 5                                               | Felicia Dunaf                                   | The Way I Do                                    | 5                                               | 11                                              | 9                                               | 6                                               | 9                                               | 8                                               | 4                                               | 8                                               | 11                                              | 71                                              | 6                                               |
| 6                                               | Doinița Gherman                                 | Energy                                          | 8                                               | 7                                               | 7                                               | 5                                               | 4                                               | 2                                               | 7                                               | 7                                               | 7                                               | 54                                              | 4                                               |
| 7                                               | Ana Cernicova                                   | Dragostea divină                                | 4                                               | 8                                               | 2                                               | 10                                              | 12                                              | 10                                              | 12                                              | 12                                              | 10                                              | 80                                              | 8                                               |
| 8                                               | Diana Brescan                                   | Hallelujah                                      | 9                                               | 10                                              | 12                                              | 12                                              | 10                                              | 12                                              | 10                                              | 11                                              | 12                                              | 98                                              | 10                                              |
| 9                                               | Tatiana Heghea                                  | I'm Yours                                       | 2                                               | 2                                               | 3                                               | 1                                               | 1                                               | 1                                               | 8                                               | 1                                               | 2                                               | 21                                              | 0                                               |
| 10                                              | Rodica Olișevschi                               | Without You                                     | 3                                               | 1                                               | 1                                               | 4                                               | 2                                               | 4                                               | 2                                               | 2                                               | 4                                               | 23                                              | 0                                               |
| 11                                              | Paralela 47                                     | Fragmente                                       | 11                                              | 5                                               | 6                                               | 9                                               | 7                                               | 6                                               | 5                                               | 5                                               | 6                                               | 60                                              | 5                                               |
| 12                                              | Carolina Gorun                                  | Turn The Tide                                   | 1                                               | 3                                               | 8                                               | 2                                               | 3                                               | 5                                               | 6                                               | 4                                               | 1                                               | 33                                              | 1                                               |

### Второй полуфинал
Второй полуфинал состоялся 13 марта 2014 года, конкурс вели Нику Цуркану и Джульета Гану совместно с Владом Ардованом из зелёной комнаты. Семь песен квалифицировались в финал путём сочетании голосов от общественного телеголосовании и голосов от комитета жюри. Восьмой финалист, «Vis» в исполнении Маргарита Чиоричи и «Metafora», был выбран как дополнительный финалист между остальных которых не выбрали в ходе телеголосования. Жюри, которые проголосовали в первом полуфинале состояла из: Алекса Каланча (инструменталист и продюсер), Андрея Савы (композитор), Кристины Пинтилие (певица), Татьяны Постолаки (лирик), Русланы Цэрану (певица), Илоны Степан (дирижер), Нелли Чобану (Представительница от Молдовы на «Евровидение 2009»), Анатолия Кирияк (композитор) и Инны Желтовой (журналист).
| Второй полуфинал — 13 марта 2014 года | Второй полуфинал — 13 марта 2014 года | Второй полуфинал — 13 марта 2014 года | Второй полуфинал — 13 марта 2014 года | Второй полуфинал — 13 марта 2014 года | Второй полуфинал — 13 марта 2014 года | Второй полуфинал — 13 марта 2014 года | Второй полуфинал — 13 марта 2014 года | Второй полуфинал — 13 марта 2014 года |
| №                                     | Исполнитель                           | Песня                                 | Жюри                                  | Жюри                                  | Телеголосование                       | Телеголосование                       | Всего                                 | Место                                 |
| ------------------------------------- | ------------------------------------- | ------------------------------------- | ------------------------------------- | ------------------------------------- | ------------------------------------- | ------------------------------------- | ------------------------------------- | ------------------------------------- |
| 1                                     | Cristina Scarlat                      | «Wild Soul»                           | 102                                   | 10                                    | 554                                   | 10                                    | 20                                    | 1                                     |
| 2                                     | Anna Gulko                            | «Happy Tomorrow»                      | 45                                    | 2                                     | 169                                   | 3                                     | 5                                     | 11                                    |
| 3                                     | Curly                                 | «Your Recovery»                       | 79                                    | 8                                     | 497                                   | 8                                     | 16                                    | 3                                     |
| 4                                     | Diana Staver                          | «One And All»                         | 9                                     | 0                                     | 493                                   | 7                                     | 7                                     | 6                                     |
| 5                                     | Dana Markitan                         | «Queen of the Dancefloor»             | 53                                    | 5                                     | 134                                   | 1                                     | 6                                     | 9                                     |
| 6                                     | Aurel Chirtoacă                       | «Urme de iubiri»                      | 75                                    | 7                                     | 120                                   | 0                                     | 7                                     | 6                                     |
| 7                                     | Edict                                 | «Forever»                             | 47                                    | 3                                     | 250                                   | 5                                     | 8                                     | 5                                     |
| 8                                     | Margarita Ciorici & Metafora          | «Vis»                                 | 43                                    | 1                                     | 428                                   | 6                                     | 7                                     | 8                                     |
| 9                                     | Lucia S.                              | «Frozen»                              | 103                                   | 12                                    | 243                                   | 4                                     | 16                                    | 3                                     |
| 10                                    | Mikaella                              | «Follow Your Dreams»                  | 73                                    | 6                                     | 2,126                                 | 12                                    | 18                                    | 2                                     |
| 11                                    | Glam Girls                            | «You Believed In Me»                  | 49                                    | 4                                     | 141                                   | 2                                     | 6                                     | 9                                     |
| 12                                    | Lana Lights                           | «Solar Wind»                          | 24                                    | 0                                     | 41                                    | 0                                     | 0                                     | 12                                    |

| Подробности голосования жюри — Второй полуфинал | Подробности голосования жюри — Второй полуфинал | Подробности голосования жюри — Второй полуфинал | Подробности голосования жюри — Второй полуфинал | Подробности голосования жюри — Второй полуфинал | Подробности голосования жюри — Второй полуфинал | Подробности голосования жюри — Второй полуфинал | Подробности голосования жюри — Второй полуфинал | Подробности голосования жюри — Второй полуфинал | Подробности голосования жюри — Второй полуфинал | Подробности голосования жюри — Второй полуфинал | Подробности голосования жюри — Второй полуфинал | Подробности голосования жюри — Второй полуфинал | Подробности голосования жюри — Второй полуфинал |
| №                                               | Исполнитель                                     | Песня                                           | А. Каланча                                      | А. Сава                                         | К. Пинтилие                                     | Т. Постолаки                                    | Р. Цэрану                                       | И. Степан                                       | Н. Чобану                                       | А. Кирияк                                       | И. Желтова                                      | Всего                                           | Жюри                                            |
| ----------------------------------------------- | ----------------------------------------------- | ----------------------------------------------- | ----------------------------------------------- | ----------------------------------------------- | ----------------------------------------------- | ----------------------------------------------- | ----------------------------------------------- | ----------------------------------------------- | ----------------------------------------------- | ----------------------------------------------- | ----------------------------------------------- | ----------------------------------------------- | ----------------------------------------------- |
| 1                                               | Cristina Scarlat                                | «Wild Soul»                                     | 12                                              | 12                                              | 12                                              | 11                                              | 10                                              | 11                                              | 11                                              | 12                                              | 11                                              | 102                                             | 10                                              |
| 2                                               | Anna Gulko                                      | «Happy Tomorrow»                                | 5                                               | 5                                               | 5                                               | 4                                               | 8                                               | 4                                               | 6                                               | 5                                               | 3                                               | 45                                              | 2                                               |
| 3                                               | Curly                                           | «Your Recovery»                                 | 11                                              | 10                                              | 10                                              | 9                                               | 6                                               | 9                                               | 10                                              | 6                                               | 8                                               | 79                                              | 8                                               |
| 4                                               | Diana Staver                                    | «One And All»                                   | 1                                               | 1                                               | 1                                               | 1                                               | 1                                               | 1                                               | 1                                               | 1                                               | 1                                               | 9                                               | 0                                               |
| 5                                               | Dana Markitan                                   | «Queen of the Dancefloor»                       | 9                                               | 4                                               | 9                                               | 8                                               | 3                                               | 7                                               | 7                                               | 2                                               | 4                                               | 53                                              | 5                                               |
| 6                                               | Aurel Chirtoacă                                 | «Urme de iubiri»                                | 7                                               | 9                                               | 7                                               | 10                                              | 11                                              | 10                                              | 8                                               | 7                                               | 6                                               | 75                                              | 7                                               |
| 7                                               | Edict                                           | «Forever»                                       | 4                                               | 6                                               | 6                                               | 6                                               | 4                                               | 3                                               | 3                                               | 8                                               | 7                                               | 47                                              | 3                                               |
| 8                                               | Margarita Ciorici & Metafora                    | «Vis»                                           | 3                                               | 2                                               | 2                                               | 7                                               | 5                                               | 6                                               | 4                                               | 9                                               | 5                                               | 43                                              | 1                                               |
| 9                                               | Lucia S.                                        | «Frozen»                                        | 10                                              | 11                                              | 11                                              | 12                                              | 12                                              | 12                                              | 12                                              | 11                                              | 12                                              | 103                                             | 12                                              |
| 10                                              | Mikaella                                        | «Follow Your Dreams»                            | 6                                               | 8                                               | 8                                               | 5                                               | 9                                               | 8                                               | 9                                               | 10                                              | 10                                              | 73                                              | 6                                               |
| 11                                              | Glam Girls                                      | «You Believed In Me»                            | 8                                               | 7                                               | 4                                               | 3                                               | 7                                               | 2                                               | 5                                               | 4                                               | 9                                               | 49                                              | 4                                               |
| 12                                              | Lana Lights                                     | «Solar Wind»                                    | 2                                               | 3                                               | 3                                               | 2                                               | 2                                               | 5                                               | 2                                               | 3                                               | 2                                               | 24                                              | 0                                               |

### Финал
Финал состоялся 15 марта 2014 года, конкурс вели Юрия Гологан и Оливия Фуртуна совместно с Владом Ардованом из зелёной комнаты. Шестнадцать песен, которые квалифицировались от предыдущих двух полуфиналов будут соревноваться будучи выбранной комбинацией голосов от жюри и голосов от общественного телезрителей. Жюри, которые будут голосовать в финале состоит из: Михаила Кулева (композитор), Виктории Бунун (хореограф), Петру Вуткарау (режиссёр и актер), Нелли Чобану (Представительница от Молдовы на «Евровидение 2009»), Татьяны Постолаки (лирик), Илоны Степан (дирижер), Анатолия Кирияк (композитор), Евгений Негруцы (музыкант), Ливиу Штирбу (композитор), Андрея Савы (композитор) и Макса Чизару (композитор и продюсер).
| Финал — 15 марта 2014 года | Финал — 15 марта 2014 года   | Финал — 15 марта 2014 года | Финал — 15 марта 2014 года | Финал — 15 марта 2014 года | Финал — 15 марта 2014 года | Финал — 15 марта 2014 года | Финал — 15 марта 2014 года | Финал — 15 марта 2014 года |
| №                          | Исполнитель                  | Песня                      | Жюри                       | Жюри                       | Телезрители                | Телезрители                | Всего                      | Место                      |
| -------------------------- | ---------------------------- | -------------------------- | -------------------------- | -------------------------- | -------------------------- | -------------------------- | -------------------------- | -------------------------- |
| 1                          | Diana Staver                 | «One and all»              | 0                          | 0                          | 459                        | 0                          | 0                          | 14                         |
| 2                          | Doinița Gherman              | «Energy»                   | 47                         | 3                          | 1,622                      | 6                          | 9                          | 5                          |
| 3                          | Борис Коваль                 | «Perfect Day»              | 111                        | 8                          | 11,978                     | 12                         | 20                         | 2                          |
| 4                          | Tatiana Heghea               | «I'm Yours»                | 7                          | 0                          | 1,192                      | 3                          | 3                          | 12                         |
| 5                          | Lucia S.                     | «Frozen»                   | 114                        | 10                         | 3,048                      | 7                          | 17                         | 3                          |
| 6                          | Margarita Ciorici & Metafora | «Vis»                      | 35                         | 0                          | 433                        | 0                          | 0                          | 14                         |
| 7                          | Ana Cernicova                | «Dragostea divină»         | 61                         | 6                          | 1,220                      | 5                          | 11                         | 4                          |
| 8                          | Edict                        | «Forever»                  | 35                         | 0                          | 157                        | 0                          | 0                          | 14                         |
| 9                          | FLUX LIGHT                   | «Never Stop No»            | 62                         | 7                          | 850                        | 1                          | 8                          | 6                          |
| 10                         | Aurel Chirtoacă              | «Urme de iubiri»           | 59                         | 5                          | 162                        | 0                          | 5                          | 8                          |
| 11                         | Paralela 47                  | «Fragmente»                | 39                         | 1                          | 307                        | 0                          | 1                          | 13                         |
| 12                         | Diana Brescan                | «Hallelujah»               | 57                         | 4                          | 636                        | 0                          | 4                          | 9                          |
| 13                         | Mikaella                     | «Follow Your Dreams»       | 34                         | 0                          | 3,768                      | 8                          | 8                          | 6                          |
| 14                         | Curly                        | «Your Recovery»            | 39                         | 2                          | 950                        | 2                          | 4                          | 9                          |
| 15                         | Кристина Скарлат             | «Wild Soul»                | 122                        | 12                         | 8,305                      | 10                         | 22                         | 1                          |
| 16                         | Felicia Dunaf                | «The Way I Do»             | 36                         | 0                          | 1,197                      | 4                          | 4                          | 9                          |

| Подробности голосования жюри — Финал | Подробности голосования жюри — Финал | Подробности голосования жюри — Финал | Подробности голосования жюри — Финал | Подробности голосования жюри — Финал | Подробности голосования жюри — Финал | Подробности голосования жюри — Финал | Подробности голосования жюри — Финал | Подробности голосования жюри — Финал | Подробности голосования жюри — Финал | Подробности голосования жюри — Финал | Подробности голосования жюри — Финал | Подробности голосования жюри — Финал | Подробности голосования жюри — Финал | Подробности голосования жюри — Финал | Подробности голосования жюри — Финал |
| №                                    | Исполнитель                          | Песня                                | М. Кулев                             | А. Сава                              | Л. Штирбу                            | Т. Постолаки                         | М. Чизару                            | И. Степан                            | Н. Чобану                            | В. Букун                             | П. Вутчарау                          | А. Кирияк                            | Е. Негрута                           | Всего                                | Жюри                                 |
| ------------------------------------ | ------------------------------------ | ------------------------------------ | ------------------------------------ | ------------------------------------ | ------------------------------------ | ------------------------------------ | ------------------------------------ | ------------------------------------ | ------------------------------------ | ------------------------------------ | ------------------------------------ | ------------------------------------ | ------------------------------------ | ------------------------------------ | ------------------------------------ |
| 1                                    | Diana Staver                         | «One and All»                        | 0                                    | 0                                    | 0                                    | 0                                    | 0                                    | 0                                    | 0                                    | 0                                    | 0                                    | 0                                    | 0                                    | 0                                    | 0                                    |
| 2                                    | Doinița Gherman                      | «Energy»                             | 9                                    | 0                                    | 5                                    | 7                                    | 4                                    | 0                                    | 6                                    | 0                                    | 3                                    | 4                                    | 9                                    | 47                                   | 3                                    |
| 3                                    | Boris Covali                         | «Perfect Day»                        | 7                                    | 11                                   | 10                                   | 10                                   | 12                                   | 11                                   | 10                                   | 9                                    | 10                                   | 10                                   | 11                                   | 111                                  | 8                                    |
| 4                                    | Tatiana Heghea                       | «I'm Yours»                          | 5                                    | 0                                    | 0                                    | 1                                    | 1                                    | 0                                    | 0                                    | 0                                    | 0                                    | 0                                    | 0                                    | 7                                    | 0                                    |
| 5                                    | Lucia S.                             | «Frozen»                             | 10                                   | 10                                   | 9                                    | 12                                   | 7                                    | 10                                   | 12                                   | 12                                   | 12                                   | 8                                    | 12                                   | 114                                  | 10                                   |
| 6                                    | Margarita Ciorici & Metafora         | «Vis»                                | 6                                    | 0                                    | 7                                    | 0                                    | 0                                    | 1                                    | 0                                    | 7                                    | 7                                    | 6                                    | 1                                    | 35                                   | 0                                    |
| 7                                    | Ana Cernicova                        | «Dragostea divină»                   | 12                                   | 7                                    | 0                                    | 2                                    | 6                                    | 5                                    | 8                                    | 0                                    | 5                                    | 11                                   | 5                                    | 61                                   | 6                                    |
| 8                                    | Edict                                | «Forever»                            | 4                                    | 5                                    | 8                                    | 4                                    | 9                                    | 0                                    | 0                                    | 2                                    | 0                                    | 1                                    | 2                                    | 35                                   | 0                                    |
| 9                                    | FLUX LIGHT                           | «Never Stop No»                      | 1                                    | 9                                    | 2                                    | 6                                    | 11                                   | 3                                    | 7                                    | 5                                    | 6                                    | 5                                    | 7                                    | 62                                   | 7                                    |
| 10                                   | Aurel Chirtoacă                      | «Urme de iubiri»                     | 3                                    | 6                                    | 12                                   | 3                                    | 5                                    | 9                                    | 4                                    | 3                                    | 4                                    | 2                                    | 8                                    | 59                                   | 5                                    |
| 11                                   | Paralela 47                          | «Fragmente»                          | 0                                    | 1                                    | 6                                    | 5                                    | 0                                    | 7                                    | 2                                    | 4                                    | 8                                    | 0                                    | 6                                    | 39                                   | 1                                    |
| 12                                   | Diana Brescan                        | «Hallelujah»                         | 0                                    | 8                                    | 3                                    | 9                                    | 2                                    | 8                                    | 9                                    | 8                                    | 1                                    | 9                                    | 0                                    | 57                                   | 4                                    |
| 13                                   | Mikaella                             | «Follow Your Dreams»                 | 0                                    | 4                                    | 0                                    | 0                                    | 3                                    | 4                                    | 1                                    | 6                                    | 9                                    | 7                                    | 0                                    | 34                                   | 0                                    |
| 14                                   | Curly                                | «Your Recovery»                      | 2                                    | 3                                    | 4                                    | 8                                    | 0                                    | 2                                    | 5                                    | 10                                   | 2                                    | 0                                    | 3                                    | 39                                   | 2                                    |
| 15                                   | Кристина Скарлат                     | «Wild Soul»                          | 11                                   | 12                                   | 11                                   | 11                                   | 10                                   | 12                                   | 11                                   | 11                                   | 11                                   | 12                                   | 10                                   | 122                                  | 12                                   |
| 16                                   | Felicia Dunaf                        | «The Way I Do»                       | 8                                    | 2                                    | 1                                    | 0                                    | 8                                    | 6                                    | 3                                    | 1                                    | 0                                    | 3                                    | 4                                    | 36                                   | 0                                    |

## На Евровидении
Представитель Молдовы на конкурсе выступил во второй половине первого полуфинала, который прошёл 6 мая 2014 года в Копенгагене.

### Голоса от Молдовы
| 12 очков Нидерланды |
| 10 очков Армения    |
| 8 очков Азербайджан |
| 7 очков Венгрия     |
| 6 очков Исландия    |
| 5 очков Швеция      |
| 4 очка Россия       |
| 3 очка Черногория   |
| 2 очка Украина      |
| 1 очко Албания      |

| 12 очков |
| 10 очков |
| 8 очков  |
| 7 очков  |
| 6 очков  |
| 5 очков  |
| 4 очка   |
| 3 очка   |
| 2 очка   |
| 1 очко   |